# Callicostella circinata
Callicostella circinata är en bladmossart som beskrevs av Brotherus 1907. Callicostella circinata ingår i släktet Callicostella och familjen Hookeriaceae. Inga underarter finns listade i Catalogue of Life.